# 杉浦忠
杉浦忠（1935年9月17日—2001年11月11日）為日本的棒球選手，出生於愛知縣。他曾效力於日本職棒福岡軟體銀行鷹等，守備位置為投手，1971年退休，生涯通算187勝。